# Grecia all'Eurovision Young Musicians
La Grecia ha debuttato all'Eurovision Young Musicians 1990, svoltosi a Vienna, in Austria.

## Partecipazioni
- Primo posto
- Secondo posto
- Terzo posto

| Anno                                    | Artista                | Strumento           | Canzone | Posizione           | Posizione           |
| Anno                                    | Artista                | Strumento           | Canzone | Finale              | Semifinale          |
| --------------------------------------- | ---------------------- | ------------------- | --- | ------------------- | ------------------- |
| 1990                                    | Giannīs Tsitsizeliks   | Violoncello         | N.A. | Non qualificata     | Non qualificata     |
| Nessuna partecipazione nel 1992         |                        |                     | |                     |                     |
| 1994                                    | Antōnios Sousamoglou   | Violino             | 1) Monogramma per violino solo, di C. Samaras | Non qualificata     | Non qualificata     |
| 1996                                    | Angelos Liakakīs       | Violoncello         | N.A. | Non qualificata     | Non qualificata     |
| Nessuna partecipazione dal 1998 al 2000 |                        |                     | |                     |                     |
| 2002                                    | Theodōros Milkof       | Percussioni         | 1) Concerto per Marimba, di Ney Rosauro | F                   | N.A.                |
| 2004                                    | Iōanna Gaitani         | Violino             | N.A. | Non qualificata     | Non qualificata     |
| 2006                                    | Ionia-Īleia Kadesa     | Violino             | N.A. | Non qualificata     | Non qualificata     |
| 2008                                    | Dionysios Grammenos    | Clarinetto          | 1) Tre pezzi per Clarinetto solo, di Igor Stravinsky 2) Rigoletto, Fantasia Di Concerto, di Alamiro Giampieri 3) Concerto per Clarinetto e Orchestra, 4° movimento, di Jean Françaix                                                                       | 1º                  | N.A.                |
| 2010                                    | Kōnstantinos Destounīs | Pianoforte          | N.A. | Non qualificata     | Non qualificata     |
| 2012                                    | Zacharias Fōtīs        | Clarinetto          | N.A. | Non qualificata     | Non qualificata     |
| 2014                                    | Vasilīs Digos          | Chitarra            | 1) Differencias Sobre Guardame las Vacas, di Luys de Narváez 2) Danza del Altiplano, di Leo Brouwer 3) Sonata-Joaquin Turina, 2° e 3° movimento, di Joaquín Turina 4) Concerto in Re - M.C. Tedesco, di Mario Castelnuovo-Tedesco (Serata finale)          | F                   | Niente semifinali   |
| Nessuna partecipazione nel 2016         |                        |                     | |                     |                     |
| 2018                                    | Thanos Tzanatakīs      | Chitarra            | 1) Fantasia in D minore, di David Kellner 2) 3° Bagatelle da Cinque Bagatelles per chitarra, di William Walton 3) 5° Bagatelle da Cinque Bagatelles per chitarra, di William Walton 4) Variaciones sobre un tema de Fernando Sor, Op. 19, di Miguel Llobet | Non qualificata     | Non qualificata     |
| 2020                                    | Edizione cancellata    | Edizione cancellata | Edizione cancellata | Edizione cancellata | Edizione cancellata |
| Nessuna partecipazione nel 2024         |                        |                     | |                     |                     |